# Екберт II (Майсен)
Екберт II фон Майсен (на немски: Ekbert II von Meißen; * ок. 1059/1061; † 3 юли 1090, Зелкетал, Харц) от род Брунони, е от 1068 до 1089 г. маркграф на Майсен и граф на Брауншвайг и Фризия.

## Биография
Той е син на маркграф Екберт I († 11 януари 1068) и Ирмгард (Имила) от Торино († 29 април 1078), дъщеря на Оделрик Манфред II, маркграф на Торино (от род Ардуини) и Берта, дъщеря на маркграф Оберто от род Отбертини. Майка му е сестра на Аделхайд и леля на императрица Берта Савойска, съпруга на император Хайнрих IV.
След смъртта на баща му той наследява собствеността на Бруноните около Брауншвайг, графствата във Фризия и Маркграфство Майсен.
Екберт II се жени за Ода фон Ваймар-Орламюнде (* ок. 1060; † 1111), дъщеря на маркграф Ото I от Ваймар-Орламюнде и вероятно няма деца. След смъртта на нейния баща през 1067 г. тя наследява маркграфството.
Екберт II участва в княжеската опозиция против крал Хайнрих IV и затова през 1076 г. той му взема Марка Майсен и я дава на Вратислав Бохемски. На 28 септември 1088 г. Екберт е един от водачите на саксонската опозиция. Същата година той е осъден и през 1090 г. убит по време на бягството му.
Екберт II е погребан в манастир Св. Кириакус в Брауншвайг, който е основал заедно с баща си. След събарянето на манастир Св. Кириакус през 1545 г., гробът на Екберт II е преместен в криптата на манастирската църква Св. Блазиус в град Брауншвайг.
След смъртта на Екберт II собствеността на Бруноните около Брауншвайг е наследена от сестра му Гертруда († 1117), омъжена за Хайнрих I († 1103) от род Ветини.